# Гарсия, Вильфредо
Вильфре́до Гарси́я Кинта́на (исп. Wilfredo Garcia Quintana;  род.29 октября 1977, Сан-Хуан-и-Мартинес, Пинар-дель-Рио, Куба) —  кубинский борец вольного стиля, чемпион мира, Панамериканских игр, Панамериканского чемпионата, Игр Центральной Америки и Карибского бассейна, призёр Кубка мира.

## Спортивные результаты
- Чемпион мира (1997).
- Бронзовый призёр Кубка мира (1999).
- Чемпион Панамериканских игр (1999).
- Чемпион Панамериканского чемпионата (1998, 2000, 2001).
- Чемпион Игр Центральной Америки и Карибского бассейна (1998).
- Участник Олимпийских игр 2000 года в Сиднее (14-е место).
- Серебряный призёр Международного турнира памяти Дейва Шульца (2000).
- Чемпион мира среди молодёжи (1995).
- Чемпион мира среди юниоров (1994), бронзовый призёр Чемпионата мира среди юниоров (1993).
- Бронзовый призёр Чемпионата мира среди кадетов (1993).

## Видео
- Чемпионат мира 1997, вольная борьба, до 54 кг, финал: Чин Чу-Дон (КНДР) - Вильфредо Гарсия (Куба)